# Claus Priesner

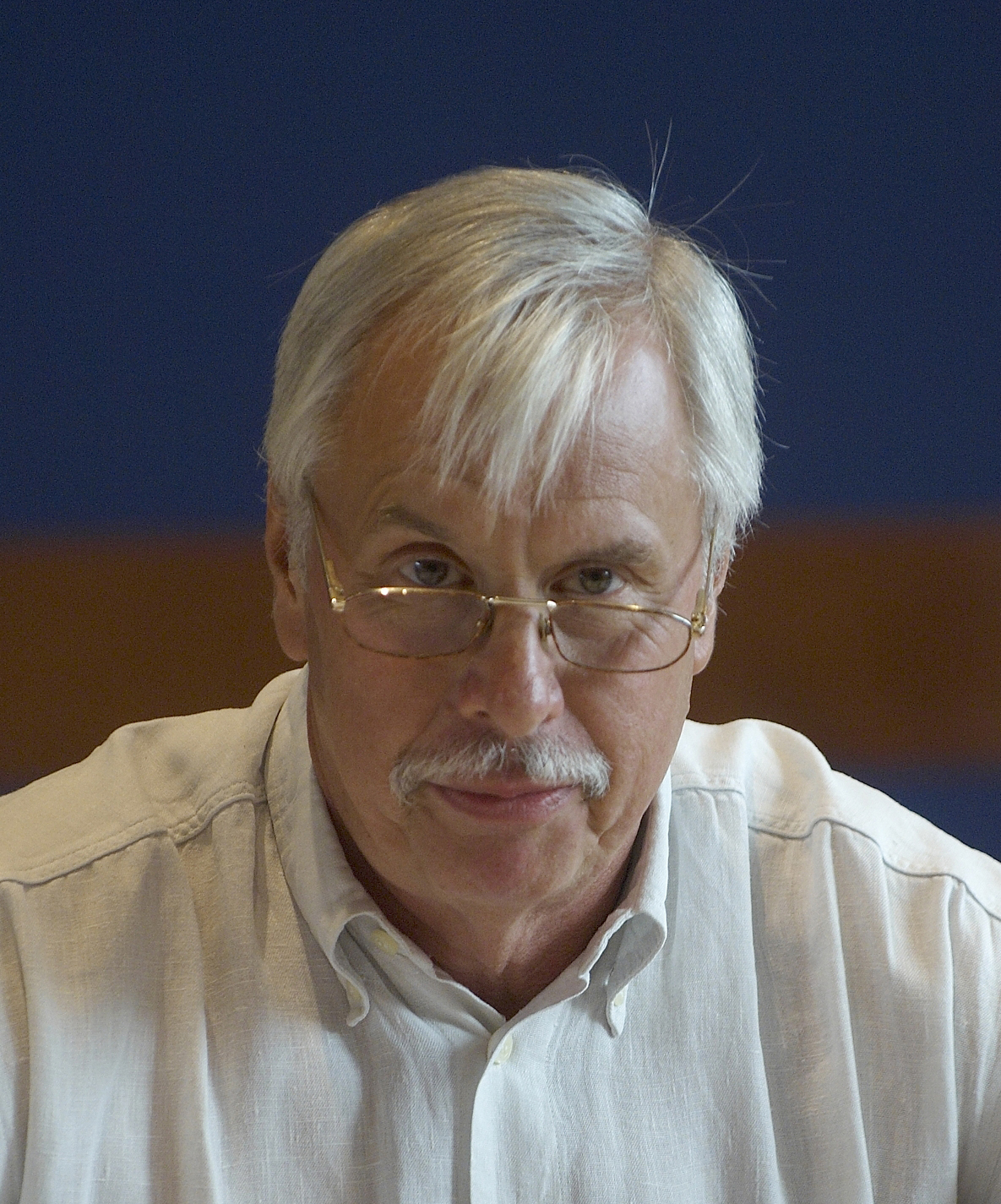
Claus Priesner, 2006

Claus Priesner (* 4. November 1947 in München) ist ein deutscher Wissenschaftshistoriker. Er ist Professor an der Ludwig-Maximilians-Universität in München für Geschichte der Naturwissenschaften mit den fachlichen Schwerpunkten Geschichte der Chemie im 18. und 19. Jahrhundert, Geschichte der Alchemie in der Frühen Neuzeit, Geschichte des Berg- und Hüttenwesens und Geschichte der Drogen.

## Leben
Nach dem Studium der Chemie und der Promotion 1977 war er am Deutschen Museum tätig. Neben die Erschließung des Nachlasses von Hermann Staudinger traten weitere Forschungen zur Geschichte der Chemie und des Montanwesens. Von 1984 bis 2012 war er Fachredakteur der Neuen Deutschen Biographie für die Ressorts Naturwissenschaften, Medizin, Pharmazie, Mathematik, Kartographie, Forschungsreisen, Technik, Montanwesen sowie Land- und Forstwirtschaft. Nach der Habilitation 1997 in München erfolgte 2004 die Ernennung zum Außerplanmäßigen Professor an der Ludwig-Maximilians-Universität München.

## Werke
- H. Staudinger, H. Mark und K. H. Meyer. Thesen zur Größe und Struktur der Makromoleküle. Ursachen und Hintergründe eines akademischen Disputes. Verlag Chemie, Weinheim u. a. 1980, ISBN 3-527-25838-8.
- Der wissenschaftliche Nachlass von Hermann Staudinger (1881–1965) im Deutschen Museum. Katalog (= Veröffentlichungen des Forschungsinstituts des Deutschen Museums für die Geschichte der Naturwissenschaften und der Technik.). Forschungsinstitut des Deutschen Museums für die Geschichte der Naturwissenschaften und der Technik, München 1982.
- mit Otto Paul Krätz: Liebigs Experimentalvorlesung. Vorlesungsbuch und Kekulés Mitschrift. Herausgegeben und kommentiert. Verlag Chemie, Weinheim u. a. 1983, ISBN 3-527-25885-X.
- Bayerisches Messing. Franz Matthias Ellmayrs „Mößing-Werkh AO. 1780“. Studien zur Geschichte, Technologie und zum sozialen Umfeld der Messingerzeugung im vorindustriellen Bayern (= Boethius. 38). Steiner, Stuttgart 1997, ISBN 3-515-06925-9.
- als Herausgeber mit Karin Figala: Alchemie. Lexikon einer hermetischen Wissenschaft. Beck, München 1998, ISBN 3-406-44106-8, (Google books).
  - in spanischer Sprache: Alquimia. Enciclopedia de una ciencia hermética. Herder, Barcelona 2001, ISBN 84-254-2137-3.
  - in tschechischer Sprache: Lexikon alchymie a hermetických ved. Vyšehrad, Praha 2006, ISBN 80-7021-815-0.
- Geschichte der Alchemie. Verlag C. H. Beck 2011, ISBN 978-3-406-61601-3.
- Ein synthetisches Kaffeearoma: Von Coffarom zu Nescafé, in: Chemie in unserer Zeit, Volume 48, Heft 1, Februar 2014, Seiten 22–35
- Chemie – Eine illustrierte Geschichte. Wbg Academic 2018, ISBN 978-3-534-27074-3.